# Jeff Davis Peak
Jeff Davis Peak novou variantou názvu Dosso Doyabi, je hora ve White Pine County, na východě Nevady. Nachází se ve střední části pohoří Snake Range a ve střední části Národního parku Great Basin. Jeff David Peak je s nadmořskou výškou 3 894 metrů třetím nejvyšším vrcholem státu Nevada. Leží 1,4 kilometry východně od nejvyššího vrcholu pohoří, národního parku a druhé nejvyšší hory Nevady Wheeler Peak (3 982 m). Wheeler Peak je také pro Jeff David Peak mateřským vrcholem. Název hory Dosso Doyabi značí v jazyce indiánského kmene Šošonů Bílou horu. Odkazuje k tomu, že na vrcholu hory se sníh drží téměř po celý rok.